# Sonic the Hedgehog (franchise)

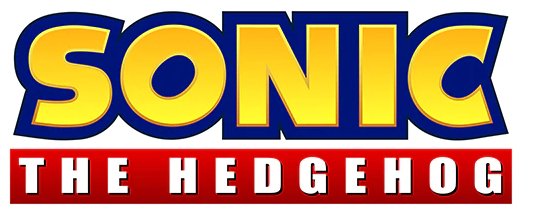
Het logo van de serie

Sonic the Hedgehog is een mediafranchise gebaseerd op het gelijknamige personage. De franchise bestaat voornamelijk uit videospellen, maar telt ook een aantal stripseries, televisieseries en films.
De franchise begon in 1991 met de komst van het spel Sonic the Hedgehog voor de Sega Mega Drive/Genesis. Na dit spel werd Sonic de mascotte van Sega. Sinds maart 2007 zijn meer dan 45 miljoen exemplaren van de individuele spellen verkocht en werd een van de meest succesvolle mediafranchises ooit.
De Sonic the Hedgehog-franchise werd mede gemaakt als concurrent voor de mascotte van Nintendo, Mario.

## Kenmerken

### Verhaal
Bijna alle spellen in de serie draait het verhaal om een antropomorfe egel genaamd Sonic. Hij moet in elk spel zijn planeet (soms Mobius, soms de Aarde) redden van een kwaad. Dit kwaad komt meestal in de vorm van de gestoorde wetenschapper Dr. Ivo "Eggman" Robotnik. Tails, een vriendelijke vos die Sonics beste vriend is, helpt hem meestal om Dr. Eggman te stoppen. In de Sonic Rush-serie redt Sonic samen met Blaze the Cat en Miles "Tails" Prower zijn wereld en die van Blaze.

### Ringen

Rings.

In elk spel, en ook enkele strips en series, komen kenmerkende goudkleurige ringen voor. Deze ringen (soms ook wel Power Rings genoemd) zijn verborgen in de levels. In de spellen kan Sonic deze ringen verzamelen. De ringen maken dat Sonic minimaal 1 keer weerstand kan bieden aan een vijandige aanval of obstakel. Als hij door een vijand geraakt wordt, verliest hij alle ringen die hij tot dusver verzameld heeft. De ringen blijven dan nog even in beeld voordat ze verdwijnen. In die periode moet de speler proberen er zo veel mogelijk weer te pakken. Als Sonic wordt geraakt terwijl hij geen ringen meer heeft, verliest hij een leven. Het verzamelen van 100 ringen geeft Sonic een extra leven.
In andere media, zoals bijvoorbeeld de serie Sonic X, kan Sonic de ringen gebruiken als een tijdelijke power-up.

### Diamanten

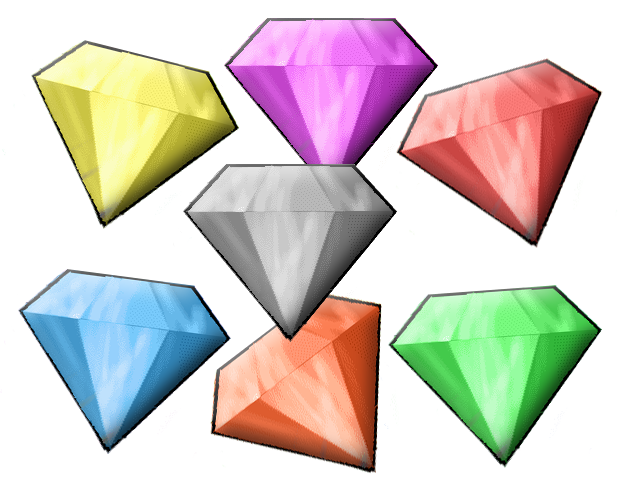
Chaosdiamanten.

Er zijn twee soorten diamanten die geregeld voorkomen in de franchise:
- De Chaosdiamanten (Chaos Emeralds in de Engelstalige versie): dit zijn een aantal diamanten in elk een specifieke kleur. Ze bevatten veel energie, en vormen een belangrijk onderdeel van de plot in veel spellen. Meestal zijn er zeven van deze diamanten, maar in sommige spellen zijn er zes of acht. Meestal moet de speler ze allemaal verzamelen om Dr. Eggman voorgoed te stoppen. De Chaosdiamanten spelen ook een rol in enkele van de stripseries, en in de televisieserie Sonic X.
- De Master Emerald: een kolossale diamant die meestal op een altaar op Angel Island ligt, en daar bewaakt wordt door Knuckles. Deze diamante bevat een onbekende hoeveelheid energie, mogelijk zelfs groter dan die van alle Chaosdiamanten.

### Special Stages
Vaak moet een Chaosdiamant worden verdient in een zogenaamde Special Stage of Special Zone. Deze vinden meestal plaats in een surrealistische omgeving met een aangepaste gameplay.

### Supertransformatie
Supertransformatie houdt in dat een personage na alle chaosdiamanten te hebben verzameld kan transformeren in een sterkere versie van zichzelf. De super transformaties maakten hun debuut in Sonic the Hedgehog 2. Vooral Sonic past deze techniek vaak toe. Bij de transformatie wordt zijn vacht goudkleurig, en wordt hij vrijwel onkwetsbaar. Ook Shadow kan de chaosdiamanten voor dit doeleinde gebruiken.
De super transformatie wordt vaak vergeleken met de super saiyan-transformaties uit Dragon Ball Z.
Behalve in de spellen komt de supertransformatie ook voor in enkele van de strips, en in de serie Sonic X.

### Item Boxes
Item Boxes zijn containers met daarin power-ups. Ze verschijnen geregeld in de spellen. Een symbool op elke box geeft aan wat erin zit. De speler kan het voorwerp eruit halen door de box te vernietigen. De bekendste power-ups uit de boxen zijn een aantal ringen, een schild, onkwetsbaarheid, hoge snelheid en een extra leven.

### Checkpoints
Checkpoints, oorspronkelijk Lamp Posts of Star Posts genoemd, zijn voorwerpen die de speler in staat stelt het spel op een bepaald punt op te slaan. Soms hebben ze ook een extra doel zoals het betreden van een speciaal level.

### Vijanden
Sonic the Hedgehog kent een groot arsenaal aan vijanden. Dr. Robotnik is dan toch nog wel de hoofdvijand van Sonic. Vrijwel ieder spel bevat levels met een robot- en/of alienleger als vijanden. Andere populaire vijanden zijn Metal Sonic en Shadow the Hedgehog (hoewel hij soms aan de heldenkant staat).
Soms komen vijanden maar enkele keren in de spellen voor waarna ze een tijd lang of helemaal niet meer verschijnen, voornamelijk de verschillende monsters en aliens.

## Muziek
Verschillende componisten hebben meegewerkt aan de muziek voor de spellen in de franchise. Masato Nakamura van J-pop band Dreams Come True was verantwoordelijk voor de muziek in de eerste twee 16 bit-spellen. Ys en Streets of Rage componist Yuzo Koshiro componeerde de muziek voor de eerste 8 bit-titel.
Sega’s eigen platenmaatschappij, Wave Master, componeerde de meeste muziek voor de spellen.

## Personages
In de franchise komen vele personages voor. Veel van deze personages spelen slechts in een paar spellen of series een rol. Personages die in vrijwel elke incarnatie voorkomen zijn:
Sonic the HedgehogDe hoofdpersoon in de franchise. Sonic is een antropomorfe blauwe egel, die vooral bekend is om zijn enorme snelheid.
Dr. EggmanEen gestoorde geleerde en Sonics grootste vijand. Hij gebruikt een leger van robots voor zijn plannen.
Miles "Tails" ProwerEen van Sonics vrienden. Hij is een antropomorfe vos met twee staarten. Tails heeft veel verstand van techniek.
Knuckles the EchidnaEen antropomorfe mierenegel. Knuckles heeft vaak een erg kort lontje, en is echt een eenling. Zijn spierkracht is enorm versterkt en kan goed boksen. Hij bewaakt de Master Emerald op Angel Island.
Amy RoseEen roze egel die voortdurend Sonics hart probeert te winnen. Ze kan erg opvliegend zijn, en vecht met een grote hamer.

### Meer personages
- Shadow the Hedgehog
- Cream the Rabbit
- Rouge the Bat
- E-123 Omega
- E-102 Gamma
- Eggman Nega
- Espio the Chameleon
- Vector the Crocodile
- Charmy Bee
- Fang the Sniper

- Mighty the Armadillo
- Big the Cat
- Metal Sonic
- Cheese the Chao
- Jet the Hawk
- Storm the Albatross
- Wave the Swallow
- Silver the Hedgehog
- Blaze the Cat
- Egg Pawn

- Dr. Gerald Robotnik
- Maria Robotnik
- Christopher "Chris" Thorndyke
- Chaos
- Mephiles the Dark
- Princess Elise
- Light Gaia
- Dark Gaia
- Zavok
- Zazz
- Zeena
- Master Zik
- Zomom
- Zor
- Infinite

## Media in de franchise

### Videospellen
De computerspellen vormen wel de grootste mediabron binnen de franchise.

### Televisieseries
- Adventures of Sonic the Hedgehog (afgekort AoStH): een Amerikaanse animatieserie de in 1993 voor het eerst werd uitgezonden. Deze serie was vooral bedoeld voor een jong publiek.
- Sonic the Hedgehog (ook vaak SatAM genoemd): een tweede animatieserie die eveneens in 1993 in première ging. Deze serie was bedoeld voor een oudere doelgroep en bevatte serieuzere verhalen dan “Adventures of Sonic the Hedgehog”.
- Sonic Underground: deze serie liep slechts 1 seizoen, van 1998 tot 1999. De serie heeft maar weinig te maken met de spellen. In de serie heeft Sonic nog een broer en een zus, met wie hij samen een rockband vormt.
- Sonic X: een animeserie, en met 78 afleveringen tevens de langste van alle Sonic-animatieseries. Deze serie bevat veel verhaallijnen en plotwendingen die rechtstreeks uit de spellen zijn overgenomen.
- Sonic Boom: een Amerikaanse animatieserie. Het is gebaseerd op de Sonic Boom spellen. De serie heeft tot nu toe 52 afleveringen.

### Films
- Sonic the Hedgehog: The Movie: de film verscheen in 1996 in Japan. Echter, het was eigenlijk een twee afleveringen tellende OVA.
- Sonic the Hedgehog: een liveaction-film uit 2020.
- Sonic the Hedgehog 2: een liveaction-film uit 2022.
- Sonic the Hedgehog 3: een liveaction-film uit 2024.

### Strips
- De Sonic the Hedgehog mangaserie: deze serie werd gepubliceerd in Shogakukans Shogaku Yonensei. De serie begon in 1992.
- Sonic the Comic: een Britse stripserie gepubliceerd door Fleetway Editions tussen 1993 en 2002.
- Sonic the Hedgehog: een Amerikaanse stripserie die nog altijd wordt gepubliceerd. De strip wordt gepubliceerd door Archie Comics.
- Knuckles the Echidna: een spin-off van de Sonic the Hedgehog-stripserie met Knuckles the Echidna in de hoofdrol.
- Sonic Universe: een tweede, meer recente spin-off van de Sonic the Hedgehog-stripserie die de horizon van de hoofdstrip verbreed.
- Sonic X: een stripserie gebaseerd op de gelijknamige animatieserie.